# Nanosmilus
Nanosmilus — викопний рід котовидих ссавців з родини німравідів, з олігоцену Небраски. За розміром не більше малої рудої рисі. Протягом багатьох десятиліть вважалося, що він належить до роду Eusmilus і був позначений як Eusmilus cerebralis. Його схожість з Eusmilus така, що вони часто вважалися представниками того ж роду ще у 2013 році; однак філогенетичний аналіз 2016 року виявив, що це окремий таксон. Nanosmilus за своєю анатомією більш примітивний, ніж споріднений з ним Eusmilus.